# Amateurmeteorologie
De amateurmeteorologie is het beoefenen van meteorologie als hobby. Iemand die zich bezighoudt met de amateurmeteorologie noemen we een weeramateur. In Nederland hebben de weeramateurs zich verenigd in de Vereniging voor Weerkunde en Klimatologie. In België is dat de Vlaamse Vereniging voor Weerkunde (VVW).

## Weeramateurs
Veel weeramateurs hebben hun eigen weerstation. Een groot deel daarvan hebben hun weerstation op een professionele manier ingericht, met geijkte apparatuur, zich houdend aan de internationale eisen, waar ook de weerstations van het KNMI aan voldoen. Omdat veel weeramateurs in of nabij de bebouwde kom wonen, voldoen veel van die professionele amateurweerstations echter meestal niet aan de eis dat het weerstation zich in het open veld moet bevinden. Het KNMI maakt zeer regelmatig gebruik van de metingen van weeramateurs, vooral in extreme weersomstandigheden. Hierbij wordt vooral gebruikgemaakt van de neerslagmetingen, omdat neerslaghoeveelheden een zeer onregelmatig patroon kennen.
Een groot aantal meteorologen zijn ooit begonnen als weeramateur. Daarnaast zijn er weeramateurs die als weerman of -vrouw lokaal het weerbericht verzorgen. Sommige daarvan verdienen daar ook geld mee.
Veel hebben ook geen weerstation. Men kan op zulke websites bijvoorbeeld informatie vinden over een buienradar, satelliet of veel meer.
Veel weeramateurs verzamelen zich op online weerfora en websites om te discussiëren over de hobby en gegevens door te geven. Zo wordt er onder andere gepraat over de weermodellen en ook bij interessante weersituaties zijn er weeramateurs die zich aan voorspellingen wagen of foto's plaatsen van extreme weersomstandigheden.